# 堀古蝶
堀 古蝶（ほり こちょう、1921年5月23日 - 1997年10月6日）は、ジャーナリスト、俳人。
愛知県名古屋市生まれ。本名・堀健三。名古屋高等商業学校卒、神戸大学卒。1948年中部日本新聞に入社、ニューデリー特派員、モスクワ特派員、論説委員、1972年「東京新聞」の「筆洗」欄を担当。モスクワ滞在の際「フルシチョフ」をもじって古蝶（ふるしてふ）の俳号をつける。東京新聞客員論説委員。1993年『俳人松瀬青々』で俳人協会評論賞受賞。

## 著書
- 『モスクワ特派員』堀健三 東京中日新聞出版局 1964
- 『ソ連経済と利潤 社会主義経済の行方』堀健三 弘文堂 フロンティア・ブックス 1966
- 『マルクスにいどむ毛沢東 ソ連再評価と中国批判』堀健三 弘文堂新社 1967
- 『筆洗歳時記』白凰社 1976
- 『続筆洗歳時記』白凰社 1981
- 『愛すべきロシア人 ソ連の市民意識』堀健三 サイマル出版会 1984
- 『烏瓜花 句集』角川書店 1988
- 『新・筆洗歳時記』白凰社 1988
- 『わがロシア句集』東京四季出版 1991
- 『俳人松瀬青々』邑書林 1993
- 『堀古蝶集』俳人協会 自註現代俳句シリーズ 1993
- 『為楽 句集』角川書店 1996
- 『主観俳句の系譜』邑書林 1998
- 『幸福の研究』堀健三 文芸社 2000

## 注
1. 1 2  『現代物故者事典 1997～1999』（日外アソシエーツ、2000年）p.528
2. ↑  『人物物故大年表』
3. ↑  『筆洗歳時記』著者紹介